# 陳清忠
陳清忠（1895年5月14日—1960年4月6日），臺灣臺北人。父親陳榮輝（又名陳火）與嚴清華同為馬偕的學生，並且是首批臺灣本地牧師。陳清忠因對臺灣橄欖球的推廣有所貢獻而有「臺灣橄欖球之父」、「臺灣橄欖球先驅」等稱號，而由於他也於淡水中學（今淡江中學）成立臺灣第一個男聲合唱團，也被稱為「臺灣合唱之父」。
他在就讀日本京都同志社大學時加入同志社橄欖球隊，位置是偏鋒，參與過日大正七年（1918年）的第一屆全日本橄欖球錦標賽，該次比賽中同志社大學球隊取得了首屆冠軍，隔年他擔任該球隊的隊長，帶領球隊擊敗神戶外人隊。他在取得文學士學位返臺後於母校淡水中學擔任英文老師，並推廣橄欖球運動，最後於該校成立第一支臺灣學生組成的橄欖球隊。二次大戰後，陳清忠發起「臺灣省橄欖球協會」，為臺灣最早成立的單項運動協會。
民國五十七年（1968年）起，淡江中學校友橄欖球俱樂部與陳清忠之好友為紀念他對橄欖球之貢獻，於每年春天會舉辦清忠盃橄欖球錦標賽。